# أوسكار كرامر
أوسكار كرامر (بالإسبانية: Oscar Kramer)‏ هو منتج أفلام أرجنتيني، ولد في 25 مايو 1935 في بوينس آيرس في الأرجنتين، وتوفي بنفس المكان في 7 أبريل 2010.

## وصلات خارجية
- أوسكار كرامر على موقع IMDb (الإنجليزية)
- أوسكار كرامر على موقع قاعدة بيانات الفيلم (الإنجليزية)